# Antonio Aldonza
Antonio Aldonza Lobato (Lejona, Vizcaya, 21 de enero de 1926 - Ibídem, 11 de abril de 2014) fue un futbolista español que jugaba en la demarcación de defensa.

## Biografía
Hizo su debut con 18 años con el SD Indautxu en 1944. Una temporada después se hizo con sus servicios el Arenas Club, quien en aquel entonces era el equipo filial del Athletic Club. En 1947 subió al primer equipo, aunque no hizo su debut con el club hasta un año después, el 4 de enero de 1948 y dirigido por Henry John Bagge, contra el RC Celta de Vigo en San Mamés. Ya en 1949 fue traspasado al Sestao SC por una temporada, fichando después por la Real Sociedad de Fútbol. En la temporada 1951-52 jugó en el CD Logroñés, regresando al club donostiarra a la campaña siguiente. Finalmente, y tras fichar por el Xerez CD, y tres años después por el Sestao SC, se retiró como futbolista en 1957.
Falleció el 11 de abril de 2014 en Lejona, Vizcaya, a los 88 años de edad.

## Clubes
| Club                    | País   | Año         | Partidos | Goles |
| ----------------------- | ------ | ----------- | -------- | ----- |
| SD Indautxu             | España | 1944 - 1945 |          |       |
| Arenas Club             | España | 1945 - 1947 |          |       |
| Athletic Club           | España | 1947 - 1949 | 8        | 0     |
| Sestao SC               | España | 1949 - 1950 |          |       |
| Real Sociedad de Fútbol | España | 1950 - 1951 | 2        | 0     |
| CD Logroñés (cedido)    | España | 1951 - 1952 | 30       | 1     |
| Real Sociedad de Fútbol | España | 1952 - 1953 | 19       | 0     |
| Xerez CD                | España | 1953 - 1956 | 87       | 2     |
| Sestao SC               | España | 1956 - 1957 | 21       | 0     |